# Вольнае паветра
Вольнае паветра (рус. Открытый воздух) — белорусский музыкальный фестиваль. Первый фестиваль состоялся в 2006 году.

## История

### 2006
Первый фестиваль «Вольнае паветра» проходил на берегу реки Бобр в Крупках..
- Участники: Guda, Яр, Minsker Kapelier, Pete Paff, Троіца, Александра и Константин[2]
- Специальный гость:
- Ведущий: Виктор Шалкевич.

### 2007
Второй фестиваль «Вольнае паветра» прошёл 14 июля. На фестиваль приехал журналист Артемий Троицкий.
- Участники: Дмитрий Войтюшкевич, «Троица», «Стары Ольса», Пит Павлов, Александра и Константин.
- Специальный гость: Артемий Троицкий.
- Ведущий: Виктор Шалкевич.

### 2008
Третий фестиваль «Вольнае паветра» прошёл на Хуторе Шабли 19 июля 2008 года.
- Участники: ДетиДетей, Масуд Талибани, Хутки Смоуж (рус. Быстрая улитка), ZET, Нагуаль, Этно-трио Троица, Палац.
- Ведущий: Виктор Шалкевич.

### 2011
Фестиваль прошёл 27 августа на хуторе Шабли.
- Участники: Shazalakazoo (Сербия), Комба БАКХ (Россия), Sovijus (Литва), DJ Wojcio (Польша), Бадьян Сауна Систем (Украина), НагУаль, Gurzuf, Morfe Acoustic Band, а также ряд диджеев.
- Специальный гость: Apple Tea с этно-джазовой программой[5].
- Ведущий:

### 2012
Пятый фестиваль «Вольнае паветра» прошёл на Хуторе Шабли 25 августа 2012 года.
- Участники: Гаротница, Kriwi, Троица, совместный проект наших Port Mone и украинцев ДахаБраха, известный, как «Хмелева project», а также группа из Восточного Берлина Di Grine Kuzine[6].
- Ведущий:

### 2013
- Участники: Re1ikt, Awindar, Namgar, Akute, Kriwi, Theodor Bastard, Лявон Вольскі и Feindrehstar[7].

### 2014
- Участники: Троіца, Kriwi, Стары Ольса, Pafnutiy’s Dreams, Альтанка, Vuraj[8].

### 2016
«Вольнае Паветра» возвращается: фестиваль новога этна пройдет 16 июля на хутаре «Шабли».